# Lucbardez-et-Bargues
Lucbardez-et-Bargues – miejscowość i gmina we Francji, w regionie Nowa Akwitania, w departamencie Landy.
Według danych na rok 1990 gminę zamieszkiwały 304 osoby, a gęstość zaludnienia wynosiła 14 osób/km² (wśród 2290 gmin Akwitanii Lucbardez-et-Bargues plasuje się na 876. miejscu pod względem liczby ludności, natomiast pod względem powierzchni na miejscu 470.).